# Danmark i Lænker
|  | Denne artikel er oprettet af botten PalnaBot ud fra en ekstern database. Den kan derfor have sproglige fejl eller mangler. Denne skabelon kan fjernes efter kontrol af indholdet. |

Danmark i Lænker er en film instrueret af Svend Methling.

## Handling
Filmen skildrer besættelsen af Danmark 1940-45. Tyske tropper går i land ved Langelinie, Jylland besættes. Kongens 70-års fødselsdag d. 26. september 1940. De danske nazisters møde ved Den lille Hornblæser. Flyvepladsen ved Aalborg anlægges. De tyske soldater plyndrer Danmark. Frikorps Danmark vender hjem på orlov. Luftangrebet på Burmeister & Wain. Sabotagerne bryder løs over hele Danmark. Danmarks 'Nej' den 29. august 1943. Den sænkede flåde. Tyske SS-folk terroriserer Rådhuspladsen. Jødeforfølgelserne. Heiber Automobil-Service i København sprænges i luften. Bombeattentat mod Storebæltsfærgen "Sjælland". Jernbanesabotørernes dristige arbejde. General Rommel besøger Jylland. Fæstningsvolden langs den jyske vestkyst. Schalburgtagen begynder - Tivoli ødelægges. Generalstrejkens modige og dramatiske uge. Frøslev-Lejren. Schalburgkorpset hverver frivillige. Ø.K.'s hovedbygning i København bombesprænges. Tyske flygtninge vælter ind over Danmark. Gestapos hovedkvarter i København, Aarhus og Odense lægges i ruiner. Hipo-korpset i arbejde. Razziaer på åben gade. Politiet vender hjem. Svensk Røde Kors i arbejde. Tyskernes kapitulation den 4. maj om aftenen.